# 原田儀子
原田 儀子（はらだ のりこ）は、日本のフィギュアスケート選手（ペアスケーティング、アイスダンス、女子シングル）。ペアのパートナーは橋口高次。アイスダンスのパートナーは西浜直敏、大浜崎譲二。1963年全日本フィギュアスケート選手権優勝。

## 経歴
1963年、橋口高次とカップルを組み、全日本選手権のアイスダンス競技で優勝する。その後、女子シングルに転向し、1965年の全日本ジュニア選手権では3位に入った。
1967年、ペアに転向し、西浜直敏とカップルを組み全日本ジュニア選手権で2位となる。1968年、大浜崎譲二とカップルを組み直し、全日本選手権で石川洋子/西浜組に次いで2位となる。

## 主な戦績
- 1963-64シーズンはペアで橋口高次とカップル。
- 1965-66シーズンは女子シングル。
- 1967-68シーズンはアイスダンスで西浜直敏とカップル。
- 1968-69シーズンはアイスダンスで大浜崎譲二とカップル。

| 大会/年              | 1963-64 | 1964-65 | 1965-66 | 1966-67 | 1967-68 | 1968-69 |
| -------------------- | ------- | ------- | ------- | ------- | ------- | ------- |
| 全日本選手権         | 1       |         |         |         |         | 2       |
| 全日本ジュニア選手権 |         |         | 3       |         | 2       |         |